# Мейсон Грінвуд
Ме́йсон Грі́нвуд (англ. Mason Greenwood; нар. 1 жовтня 2001, Вібсі, Сіті-оф-Бредфорд) — англійський футболіст, правий півзахисник клубу «Олімпік» (Марсель) та збірної Англії.

## Клубна кар'єра
Вихованець академії «Манчестер Юнайтед». Починав виступати на позиції центрального атакуючого півзахисника («десятки»), але згодом став грати в ролі нападника. У сезоні 2017/18 Грінвуд забив 17 м'ячів в 17 матчах за команду «Юнайтед» до 18 років. Влітку 2018 року вирушив разом з першою командою в передсезонне турне по США. Виходив на заміну в двох перших матчах турне проти клубів «Америка» і «Сан-Хосе Ерсквейкс». 2 жовтня 2018 року підписав свій перший професійний контракт з «Манчестер Юнайтед». У тому ж місяці був включений в список 20 найкращих талантів англійської Прем'єр-ліги" за версією газети The Guardian.
12 грудня 2018 року був включений в заявку першої команди «Манчестер Юнайтед» на матч групового етапу Ліги чемпіонів проти «Валенсії», провівши всю гру на лавці запасних. 17 грудня 2018 року зробив хет-трик у матчі Молодіжного кубка Англії проти «Челсі». Після цього журналіст газети Manchester Evening News Семюел Лакхерст зауважив: «Може бути, тепер про Грінвуда буде створена давно назріла стаття у Вікіпедії».
В основному складі «Юнайтед» Мейсон Грінвуд дебютував 6 березня 2019 року в матчі Ліги чемпіонів проти «Парі Сен-Жермен» (3:1), вийшовши на заміну замість Ешлі Янга, і став наймолодшим гравцем «Манчестер Юнайтед», який зіграв у Лізі чемпіонів (йому було 17 років і 156 днів). Через чотири дні Мейсон зіграв свою першу гру у чемпіонаті проти «Арсеналу», ставши другим у клубі наймолодшим дебютантом Прем'єр-ліги.
1 вересня 2023 року був відправлений в оренду до іспанського клубу «Хетафе».

## Кар'єра в збірній
8 листопада 2017 року дебютував у складі юнацької збірної Англії до 17 років у матчі проти збірної Португалії. 11 листопада 2017 року забив свій перший гол за збірну у матчі проти збірної Росії. У лютому 2018 року в складі збірної Англії зіграв на турнірі в Алгарві для гравців до 17 років.
5 вересня 2018 року дебютував у складі збірної Англії до 18 років у матчі проти збірної Нідерландів, забивши перший гол у цій грі.

## Титули і досягнення

### «Манчестер Юнайтед»
- Володар Кубка Футбольної ліги (1): 2023